# 巴拉 (巴西)
巴拉（葡萄牙語：Barra）是巴西巴伊亚州的一个市镇。总面积11332.95平方公里，总人口50226人，人口密度4.4人/平方公里。附近有一座通用機場-巴拉機場。